# كوينتن فيور
كوينتن فيور (بالإنجليزية: Quentin Fiore)‏ هو مصمم جرافيك أمريكي، ولد في 1920، وتوفي في 13 أبريل 2019.